# 高速有鉛デラックス
高速有鉛デラックス（こうそくゆうえんデラックス）は、日本の自動車雑誌。内外出版社が2007年（平成19年）8月より隔月刊（偶数月）で刊行している。

## 概要

### 来歴
旧車系のショップで配布されていたフリーペーパー「高速有鉛」がベースで、元来は空冷VW車の専門誌「STREET VWs」増刊として創刊されたが、2007年以降単独誌になる。

### 誌名
誌名の「高速有鉛」は、有鉛ガソリンが有毒性から問題視されて自動車ガソリンの無鉛化が進められた1970年代に一部自動車に貼付されたステッカーの文言を引用したもので、通常は無鉛ガソリンで走行可能だが高負荷が掛かる高速道路走行時に限り有鉛ガソリン使用を指定された、過渡期のモデルを象徴する文言である。有名輸入車やオイルショック以前の日本製高性能車への人気が高い伝統的な旧車趣味では看過されがちな、1970〜1980年代日本製実用旧車を多く取り上げる本誌の性格を反映したタイトルである。

### 特徴
旧車やJDM（USDM）など既存の雑誌が扱わない車両を積極的に取り上げたり各地で行われる旧車イベントを取り上げるなど、コアなカーマニアが嗜好する雑誌として注目を集めるが、旧車に限らず比較的新しい車種や商用車を特集することもある。各号にテーマや特集が設けられ、（特に低年式の日産のセドリックやグロリア、トヨタのクラウンなどの特集では）型式や年代、仕様による違いなども事細かに紹介している。
トミーテックのトミカリミテッドヴィンテージと関係が深く、開発担当者による「間違いだらけの玩車選び」コーナーが連載されて同社新製品情報も掲載される。担当者自ら「癒着」と揶揄している。記事内では全般にパロディを好む傾向があり、老舗自動車雑誌「カーグラフィック」や、先行する旧車専門雑誌の「ノスタルジックヒーロー」（芸文社）、「Old-timer」（八重洲出版）などもパロディネタにしている。
公式サイト「高速有鉛ウェブ」ではステッカーやライセンスフレームなど「高速有鉛グッズ」を販売している。
Vol36以降からは自動車のペーパークラフトが付属するようになっている。また、ペーパークラフト化される車は有名な名車から立体化が少ないマイナー車まで多種多様。